# Thriller (album)
 For alternative betydninger, se Thriller (flertydig). (Se også artikler, som begynder med Thriller)
Thriller er et album af Michael Jackson. Det var hans andet soloalbum under CBS/Epic pladeselskabet (senere Sony) og blev udgivet 1. december 1982.
Det er almindeligt kendt, at albummet er historiens bedstsælgende album nogensinde med over 104 millioner solgte eksemplarer til dato.

## Spor
| 1. | "Wanna Be Startin' Somethin'"           | Michael Jackson | 6:02 |
| 2. | "Baby Be Mine"                          |                 | 4:20 |
| 3. | "The Girl Is Mine" (med Paul McCartney) | Michael Jackson | 3:41 |
| 4. | "Thriller"                              | Rod Temperton   | 5:57 |

| 1. | "Beat It"                     | Michael Jackson            | 4:17 |
| 2. | "Billie Jean"                 | Michael Jackson            | 4:54 |
| 3. | ""Human Nature""              | Steve Porcaro, John Bettis | 4:05 |
| 4. | "P.Y.T. (Pretty Young Thing)" | James Ingram, Quincy Jones | 3:58 |
| 5. | "The Lady in My Life"         | Rod Temperton              | 4:58 |

## Relaterede emner
Nogle de mest kendte af sange er Beat It, Thriller og Billie Jean. Jackson revolutionerede sang- og dansescenen tilbage i 1984, bl.a. på Motowns 25 års jubilæums TV-udsendelse (Motown 25), hvor han optrådte, først i en medley med sine brødre i The Jacksons og derefter for første gang med Billie Jean med den karakteristiske koreografi og den ene glitrende handske samt fedora-hatten (selvom de kendetegn allerede var brugt på Triumph-touren i 1979).
Senere revolutionerede han også musikvideo-branchen med sine kortfilm Beat it og specielt Thriller, en video med historie, musik, dansetrin og monster-transformationer (og så var den endda instrueret af John Landis, manden bag American Werewolf in London).
Allerede et par år efter udgivelsen, kunne Jackson erobre rekorden for bedst sælgende album, da han overgik de ca. 25 millioner, der var den daværende rekord.

## Baggrund
Jacksons tidligere album Off the Wall (1979) var en succes hos kritikerne og modtog generelt gode anmeldelser. Det var også en kommerciel succes og solgte 20 millioner eksemplarer verden over. Årene mellem Off the Wall og Thriller var en periode med ændringer hos sangeren, en tid, hvor han fik mere uafhængighed og skulle kæmpe mod sin familie. Da Jackson blev 21 i august 1979, fyrede han sin far, Joseph Jackson, som sin manager og erstattede ham med John Branca. Sangeren var vred over det, han opfattede som en undervurdering af Off the Wall og sagde, at "Det var total uretfærdigt, at jeg ikke fik Grammy Award for Record of the Year, og det skal ikke ske igen." Han følte sig også undervurderet af musikindustrien. I 1980, hvor Jackson spurgte den person i Rolling Stone, som er ansvarlig for at gøre information tilgængelig, om de var interesseret i at lave en artikel om ham med ham på forsiden, afslog han, mens Jackson svarede: "Jeg har fået fortalt igen og igen, at sorte folk på forsiden af tidsskrifter ikke sælger eksemplarer ... Bare vent. En dag vil de tidsskrifter tigge mig om at lave et interview. Måske giver jeg dem et. Eller måske ikke."
I 1973 havde Jacksons far en hemmelig affære med en kvinde, der var 20 år yngre end ham. Parret havde et barn i al hemmelighed. I 1980 fortalte Joseph Jackson fortalte sin familie om affæren og barnet. Jackson, som allerede var vred på sin far over hans misbrug af ham i sin barndom, følte sig så forrådt, at han ikke sås med Joseph Jackson i mange år. Sangeren blev meget ulykkelig i den periode: Jackson forklarede: "Selv derhjemme er jeg ensom. Jeg sidder på mit værelse, og nogle gange græder jeg. Det er meget svært at få venner ... Jeg går nogle gange rundt i nabolaget om natten og håber bare på at finde nogen, som jeg kan tale med. Men jeg ender bare med at komme hjem igen.